# Mini Countryman
O Mini Countryman é um automóvel do tipo SUV compacto produzido pela Mini desde 2010, seu conceito foi apresentado em 2008 no Paris Motor Show, a versão de produção foi apresentada no Salão Internacional do Automóvel de Genebra em 2010 e as vendas começaram no mesmo ano, em 2011 o Mini John Cooper Works WRC disputou o Campeonato Mundial de Rali de 2011, em 2016 foi apresentada a segunda geração no LA Auto Show, com as vendas começando em 2017.

## Galeria
- Primeira geração (2010-2016)
- Segunra geração (2017-presente)